# Lista delle truppe ausiliarie dell'esercito romano

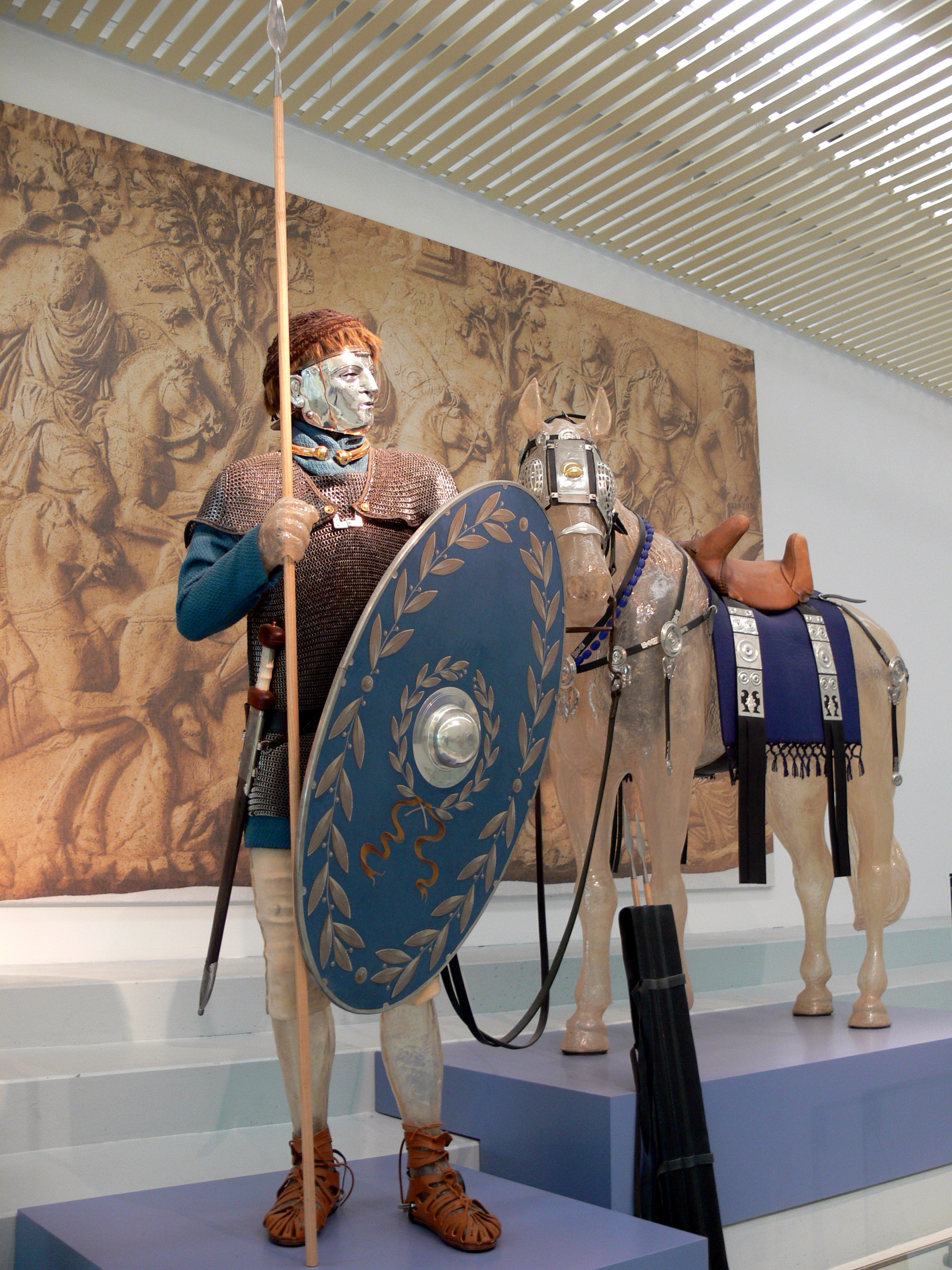
Ricostruzione dal Museum Het Valkhof di Nimega (l'attuale Gheldria) di un cavaliere ausiliario dell'esercito romano.

L'elenco delle truppe ausiliarie dell'esercito romano costituisce un sommario di tutte le unità di cavalleria ("leggera", di cataphracti o di arcieri) e fanteria ausiliaria (comprese le unità miste e di arcieri orientali o frombolieri), da Augusto alla riforma di Diocleziano, ordinata per tipologia (cohors peditatae ed equitatae oltre alle Alae di cavalleria), grandezza (quingenarie e milliarie) e numerazione (da I a XXX), disposte lungo l'intero tracciato del Limes.

## Tipologia di unità
Si ricorda brevemente che le truppe ausiliarie, come le legioni, avevano i loro nomi e numeri. Erano composte fin dall'inizio del principato di Augusto, fino a Nerone-Vespasiano, da circa 500 uomini (quingenarie). Solo in seguito queste unità cominciarono ad raddoppiare il numero degli effettivi fino ai 1.000 armati (milliarie).
Coorti di sola fanteria (cohors peditata)
Le coorti di fanteria avevano una struttura molto similare a quelle delle coorti legionarie. Erano inizialmente sottoposte ad un praefecti cohortis quando erano ancora quingenariae e formate da peregrini, in seguito ad un tribunus militum se milliariae o se costituite da cives Romanorum. Le coorti quingenarie erano composte da 6 centurie di 80 uomini ciascuna, oltre a 6 centurioni (tra cui un centurione princeps) per un totale di 480 fanti, in alcuni casi muniti di armi da lancio (arcieri, frombolieri e lanciatori di giavellotto) per completarsi con la fanteria pesante legionaria.
Alae di cavalleria
Le alae di cavalleria inizialmente furono solo quingenarie (composte cioè da 500 armati circa). Erano sottoposte ad un praefectus equitum (almeno fino a Tiberio) poi ad un praefectus alae. Erano divise in 16 turmae da 32 uomini (comandate ciascuna da 16 decurioni, tra cui un decurione princeps), per un totale di 512 cavalieri. Fornivano alle legioni truppe di ricognizione e di inseguimento, oltre a costituire elemento d'urto sui fianchi dello schieramento nemico.
Coorti miste di fanteria e cavalleria (cohors equitata)
Le coorti miste o equitatae, erano anch'esse inizialmente solo quingenarie. Di loro si ha notizia fin dal principato di Augusto, da un'iscrizione rinvenuta a Venafro nel Sannio. Si caratterizzavano dalle normali coorti ausiliarie per essere unità militari miste. Erano formate da 6 centurie di 80 fanti ciascuna (secondo Giuseppe Flavio da 6 centurie di 100 fanti) e 4 turmae di cavalleria di 32 cavalieri ciascuna, per un totale di 480 fanti e 120 cavalieri. L'origine, come si è visto sopra, risalirebbe al tipico modo di combattere dei Germani, descritto da Cesare nel suo De bello Gallico.

## Origini etniche e titoli onorifici
Fin dalla riforma augustea dell'esercito romano si trovano unità ausiliarie che presero il nome dalle singole tribù appartenenti ad una provincia, come ad esempio Trevirorum o Bessorum. Più tardi, le unità furono arruolate per più ampi gruppi di appartenenza, prendendo il loro nome dalle singole provincie come ad esempio Hispanorum, Gallorum e Thracum.
In seguito il nome di un'unità ausiliaria fu trasformato con un nome identificativo non più dell'etnia originaria, bensì ad uno strettamente collegato a dove questa unità servì militarmente lungo il limes romano. Un reggimento schierato nella stessa provincia per un lungo periodo, in tal modo, acquisiva il carattere etnico della popolazione ospitante e poteva modificarne il nome iniziale. Raramente si trovano unità ausiliarie fisse nella loro terra d'origine dopo la fine del I secolo: un esempio è la cohors I Delmatarum, ancora attestato in Dalmazia ancora nel 130. Vale la pena sottolineare che alcuni reggimenti specializzati (ad esempio, gli arcieri siriani, o l'élite dei Batavi) continuarono ad essere reclutati nella loro provincia d'origine, sebbene ormai fossero dislocati a molte migliaia di miglia.
Bisogna ricordare inoltre, che un reggimento poteva portare il nome di una persona, diverso da quello del proprio imperatore (ad esempio ala Sulpicia), che normalmente rappresentava il suo fondatore o primo comandante dell'unità, in qualità di praefectus (es. Ala Gallorum Atectorigiana, comandata da un capo tribù gallico di nome Atectorix). A partire da Claudio fu limitato il comando di queste unità a soli praefecti romani, non più di re alleati.
Potevano essere poi soprannominate:
- Augusta, ovvero fondata dall'imperatore Augusto (30 a.C. - 14 d.C.) ed onorata con questo titolo anche dai suoi successori;
- Claudia, ovvero fondata dall'imperatore Claudio;
- Flavia, ovvero fondata da uno dei membri della dinastia dei Flavi (69-96);
- Ulpia, ovvero fondata dall'imperatore Traiano (98-117);
- Aelia, ovvero dall'imperatore Adriano (117-138);
- Aurelia, ovvero dall'imperatore Marco Aurelio (161-180);
- Septimia, ovvero dall'imperatore Settimio Severo (197-211);
- Antonina, ovvero dall'imperatore Antonino Caracalla (211-217);
- ecc.

## Lista di unità per tipologia e numero di armati

### Coortipeditate,quingenariee/o (trasformate in)milliarie

#### Prive di numerazione
- Cohors Apuleia civium Romanorum era in Cappadocia con Arriano governatore nel 134.
- Cohors Nemetum è posizionata in Germania superiore. È sconosciuta la sua dislocazione e l'epoca.[11]
- Cohors Raetorum et Vindelicorum è posizionata in Germania superiore, a Mogontiacum, forse durante il primo periodo augusteo.[12]
- Cohors Trumplinorum è molto probabilmente formata da Augusto dopo le campagne alpine e posizionata nella Vindelicia.[13]
- Cohors Usiporum non è chiaro dove fosse posizionata, sembra in Britannia per un certo periodo.[14]

#### Cohors I
- Cohors I Afrorum civium Romanorum era in Britannia nel 122;[15]
- Cohors I Alpinorum Peditata quingenaria è dislocata sotto Domiziano in Pannonia inferiore (diplomi dell'80, 85, 114 e 167[16]). È possibile che sia la stessa dislocata per un breve periodo in Britannia (diplomi del 103[17] e 122[15]).
- Cohors I Antiochensium si trova nel 93 in Mesia superiore.[18] È posizionata con la conquista della Dacia a Drobeta, dove rimarrà almeno fino ad Adriano.[19]
- Cohors I Aquitanorum quingenaria (è probabilmente la stessa I Aquitanorum Biturigium) si trovava in Germania superiore, probabilmente ad Arae Flaviae[20] (diplomi del 74,[21] 90,[22] 116[23] e 134[24][25]) durante il principato di Nerone, viene trasferita sotto Vespasiano in Dalmazia;[26] torna in Germania superiore nel Friedberg poco prima delle campagne dell'83-84;[27] partirà per il fronte danubiano tra l'86-92, in seguito al disastro subito dalle truppe romane contro i Daci di Decebalo o contro i Sarmati.[26] La si trova però per una breve periodo in Britannia, al tempo della costruzione del vallo di Adriano (diploma del 122[15]); la si trova ancora in Germania superiore, a Langenhain[28][29] al tempo di Commodo.[30]
- Cohors I Asturum mosse nel Norico nel forte di Astura (vicino a Comagena) non più tardi del 106.[31] La si trova in Dacia inferiore nel 125.[32]
- Cohors I Asturum et Callaecorum è nell'Illirico nel 61.[33] La si trova in Mauretania Tingitana nel 109[34] e nel 161.[35]
- Cohors I Baetasiorum civium Romanorum fu reclutata tra i Baetasii nella Germania inferiore ad ovest di Novaesium. Si hanno notizie di una sua permanenza in Britannia nel 103[17] (probabilmente già in zona Manchester),[36] nel 122[15] e 124.[37] Dal 139 partecipa alle campagne che precedono la costruzione del Vallo Antonino.[38] Nel tardo periodo Antonino fu inviata a Maryport, dal III era impiegata a difesa della Costa sassone, a Regulbium.[39]
- Cohors I Bracaraugustanorum è probabilmente impiegata in Dalmazia nella rivolta dalmato-pannonica del 6-9; partirà attorno all'86, in seguito al disastro contro i Daci di Decebalo, per il fronte danubiano in Mesia inferiore (come da diploma del 99). Verrà posizionata con Traiano, insieme alla I Hispanorum a Brețcu.
- Cohors I Breucorum civium romanorum costituita con ausiliari Breuci della Pannonia, si trovava in Oriente[40] in un periodo a noi sconosciuto; la si trova in Britannia ai tempi di Adriano[41].
- Cohors I Britannica o Brittonum, come segue:
- Cohors I Britannica milliaria Civium romanorum è formata molto probabilmente da Claudio come cohors quingenaria e poi trasformata dai Flavi in milliaria. Posizionata subito, con grande probabilità, in Pannonia (nel 71 circa), è certamente spostata in Dacia sotto il governatore Decimo Terenzio Scauriano dal 106-110.[42]
- Cohors I Brittonum Flavia è creata ed inviata, subito, in Dalmazia dopo l'86 circa; partirà tra l'86-92, in seguito al disastro contro i Daci di Decebalo o contro i Sarmati, per il fronte danubiano; partecipa almeno alla II guerra dacica di Traiano. A questo punto potrebbe essere stata trasformata in Milliaria da Adriano dando vita alla I Aelia Brittonum Milliaria, poi anche Antoniana e inviata nel Norico, dove se ne trovano le tracce a Virunum.
- Cohors I Brittonum Augusta Nervia pacensis milliaria è posizionata in Dacia almeno tra il 145-161.
- Cohors I Brittonum (poi Ulpia Torquata pia fidelis in seguito alle campagne del 105-106) milliaria civium romanorum è posizionata per un certo periodo a Vetus Salina in Pannonia inferiore (almeno nel 105). Viene, quindi, trasferita in Dacia sotto Decimo Terenzio Scauriano dal 106-110[42] a Porolissum (l'attuale Moigrad). Questa unità ausiliaria potrebbe coincidere con la futura Cohors I Brittonum Aurelia milliaria sempre posizionata in Dacia.
- Cohors I Brittorum Aelia milliaria è creata da Adriano (probabilmente dopo la costruzione del vallum) trasformando la Cohors I Brittonum Flavia da quingenaria in milliaria, e posizionandola subito nel Norico a Faviana (oggi Mautern), con alcuni distaccamenti ad Arlapa e forse a Virunum (durante guerre marcomanniche). Risulta da un diploma ancora dislocata nel Norico nel 267.
- Cohors I Brittonum Aurelia milliaria sempre posizionata in Dacia potrebbe coincidere con la stessa Ulpia Torquata.
- Cohors I Caesariensis Aelia milliaria sagittaria era in Pannonia superiore nel 133.[43]
- Cohors I Campana è probabilmente impiegata in Dalmazia nella rivolta dalmato-pannonica del 6-9; partirà attorno all'86, in seguito al disastro contro i Daci di Decebalo, per il fronte danubiano;
- Cohors I Campanorum Voluntariorum Antonianae la si trova in Pannonia inferiore nel 156,[44] probabilmente ad Acumincum dove rimase almeno fino all'epoca di Caracalla.
- Cohors I Celtiberorum quingenaria, la si trova dislocata in Britannia per tutta la prima parte del II secolo, come risulta dai diplomi del 105,[45] 122,[15] 127,[46] 155,[47] 158,[48] 178[49] e 179.[50] Sembra fu trasferita sotto Traiano in Mauretania Tingitana già dal 105[51] (cfr. diploma del 109[34]), per poi fare ritorno in Britannia nel 122.[15] Per un breve periodo una sua vexillatio fu inviata in Hispania Citerior, probabilmente a Cidadela,[52] durante il principato congiunto di Marco Aurelio e Lucio Vero (161-169).[53]
- Cohors I Classica Aelia è probabilmente formata con marinai della flotta da Adriano e posizionata in Britannia (diploma del 158[48]) e nel IV secolo a Tunnocelum (località ancora sconosciuta). Era forse la stessa Cohors I Classica stanziata ad Ara Ubiorum (Colonia) dove c'era la Classis germanica lungo il fiume Reno.[54]
- Cohors I Cornoviorum è formata tra la tribù dei Cornovii della Britannia. Sue tracce risalgono solo al IV secolo sempre in Britannia a Newcastle-upon-Tyne (Not.Dign.).
- Cohors I Cugernorum (coincide con la Cugerrnorum Ulpia Traiana civium Romanorum) è posizionata in Britannia come da diplomi del 103,[17] 122[15] e 124[37]. È probabilmente posizionata a Newbridge vicino a Cramond da un miglio datato 140-144 (nei pressi del Vallo di Antonino). È stato anche trovato un altare di un soldato post 161 a Brocolitia (Carrawburgh) sul Vallo di Adriano. La si trova poi a Newcastle-upon-Tyne nel 213 circa (in seguito alle campagne di Severo in Scozia).
- Cohors I Dacorum Aelia milliaria è fondata dopo le guerre vittoriose di Traiano. Viene dislocata in Britannia dove vi sono diplomi che ne attestano la sua presenza nel 126[55] e 158.[48] Con Adriano è dislocata prima a Bewcastle (lungo il Vallo di Adriano), poi ad High Rochester, ed ancora sul Vallo. È possibile che durante le guerre marcomanniche sia stata inviata nel Norico a Lauriacum, prima che venisse occupato dalla legio II Italica. Attorno al regno di Severo Alessandro fu posizionata a Banna dove rimarrà fino al IV secolo (Notitia Dignitatum).
- Cohors I Dardanorum Aurelia formata sotto Marco Aurelio, stazionò per un certo periodo in Dalmazia durante le guerre marcomanniche attorno alle colline del Kosmaj vicino a Guberevci. In seguito sarà trasferita in zona Naisso.
- Cohors I Delmatarum milliaria fu creata da Marco Aurelio e stanziata subito in Dalmazia vicino ad Uzice durante le guerre marcomanniche e qui rimase almeno fino al termine del regno di Gallieno.
- Cohors I Fida Vardullorum milliaria civium Romanorum era posizionata in Britannia nel 105[45] e nel 122.[15]
- Cohors I Frisiavonum quingenaria è posizionata in Britannia. Diplomi militari ne attestano in questa provincia la sua presenza nel: 105,[45] 122,[15] 124,[37] 126,[55] 127,[46] 158,[48] 178[49] e Notitia dignitatum (secondo la quale era a Rudchester sul vallum Hadriani). In precedenza (II-III secolo) l'unità ausiliaria era posizionata a Melandra Castle,[56] Manchester (Mamucium)[57] e Brocolitia.
- Cohors I Gaesatorum Aelia milliaria è molto probabilmente formata sotto Adriano, o dall'epoca Flavia. Viene dislocata in Dacia (diploma del 145). Nel 161 la si trova in Pannonia superiore,[58] dislocata forse a Crumerum.
- Cohors I Gallorum, come segue:
- Cohors I Gallorum è posizionata in Aquitania. Non si sa quando, probabilmente dai tempi di Augusto.
- Cohors I Gallorum Dacica è posizionata in Dacia nel 157 (cfr. diploma). Non si sa dove fosse in precedenza.
- Cohors I Germanorum Nervia milliaria civium Romanorum è posizionata a Capidava (un forte di 92 x 146 metri) in Mesia inferiore dal 142-143 circa. Questa unità sembra sia la stessa che soggiornò in Germania superiore: diplomi militari dell'82,[59] 116[23] e 134.[24] Per un breve periodo fu trasterita in Britannia, al tempo della costruzione del vallo di Adriano (diploma del 122[15]).
- Cohors I Hamiorum sagittariorum è reclutata in Siria. Partecipa all'invasione in Britannia del 43. È l'unica coorte di arcieri presente in Britannia. Sotto Adriano (diplomi del 122,[15] 124,[37] 126[55] e 158[48]) era a Carvoran dove rimane almeno fino a Marco Aurelio, a parte un breve periodo sotto Antonino Pio a Bar Hill (sul Vallo di Antonino). Probabilmente con Commodo è trasferita a Housesteads.
- Cohors I Helvetiorum era presente sul limes germano-retico a Böckingen nel 148.
- Cohors I Hispanorum:
- Cohors I Hispanorum (in seguito Pia et Fidelis, sotto Traiano, nel 107) era in Germania inferiore, a Remagen,[60] all'inizio del principato di Traiano.[61] Trasferita dopo la prima campagna di Dacia in Mesia superiore prima del 105, sotto il nuovo governatore Erennio Saturnino. Per alcuni studiosi moderni coincide con la Cohors I Hispanorum pia et fidelis posizionata in Dacia sotto Decimo Terenzio Scauriano dal 106-110. È la stessa che si trova in Dacia Porolissensis nel 158 e 165 (tegolae di una generica I Hispanorum sono state trovate a Porolissum). Per un breve periodo fu trasferita (forse solo come vexillatio) in Britannia, al tempo della costruzione del vallo di Adriano (diploma del 122[15]).
- Cohors I Hispanorum Flavia Ulpia milliaria (nacque come Flavia e successivamente ottenne i titoli di Ulpia e Civium romanorum) è creata ed inviata immediatamente in Dalmazia attorno all'85/86 circa; poco dopo, già dall'86 o poco dopo, fu posizionata, in seguito al disastro romano subito contro i Daci di Burebista, per il fronte danubiano in Mesia. La si trova in Mesia superiore nel 93 e 100. Nel 106 era a Buridava (l'attuale Stolniceni). Fu posizionata in Dacia dove la si trova nel 110.[42]
- Cohors I Italica voluntariorum civum Romanorum era in Cappadocia con Arriano governatore nel 134.
- Cohors I Ituraeorum civium romanorum che potrebbe coincidere con la Cohors I Ituraeorum sagittaria, in questo caso potrebbe non essere coorte equitata (vale a dire un corpo misto di cavalieri e fanti). La si trova in Siria nell'88 sotto Domiziano[62], poi in Mauretania Tingitana almeno da Traiano (vedi diplomi del 109,[34] 122,[63] 131,[64] 153,[65] 157[66] e 161[35] (sotto Antonino Pio).
- Cohors I Latobicorum et Varcianorum (equitata?) si trovava ad Ara Ubiorum in Germania inferiore,[67] negli anni compresi almeno tra il 97[68] ed il 152.[69]
- Cohors I Lemavorum civium Romanorum era originaria della Spagna romana e venne reclutata da Vespasiano o da Domiziano tra la popolazione dei Lemavi, popolazione gallica che viveva nella Tarraconensis. Fu quindi inviata nella Mauretania Tingitana, come risulta da numerosi diplomi degli anni 86,[70] 105,[51] 109,[34] 122,[63] 135,[71] 153,[65] 157,[66] 161.[35] Venne acquartierata a Sala.[72] L'unità ottenne il titolo onorifico di civium romanorum per la grande combattività dimostrata ai tempi di Antonino Pio e Marco Aurelio. fu probabilmente distrutta all'epoca di Commodo.[73]
- Cohors I Lucensium è probabilmente impiegata in Dalmazia nella guerra dalmato-pannonica del 6-9; partirà per il fronte del basso-Danubio in seguito alla guerra dacica nell'86 circa; a Gerulata (Rusovce) potrebbe aver risieduto per alcuni anni.[74]
- Cohors I Mattiacorum è posizionata in Mesia inferiore nel 99. La sua creazione sarebbe antecedente all'occupazione da parte di Domiziano degli Agri Decumates.
- Cohors I Maurorum milliaria è formata sotto Marco Aurelio ed è stanziata Ad Mauros (Eferding) nel Norico sotto Marco Aurelio (171 circa).
- Cohors I Menapiorum è posizionata in Britannia. Ne attestano la sua presenza nell'isola diplomi militari del 122[15] e 124.[37]
- Cohors I Montanorum, era forse una doppia coorte:
- Cohors I Montanorum è probabilmente impiegata in Dalmazia nella rivolta dalmato-pannonica del 6-9; è probabile che se ne sia andata accompagnando la legio VII Claudia in Mesia nel 56/57; la si trova nel Norico fino a poco prima dell'85, poi mosse in Pannonia, ed infine viene trasferita in Dacia sotto Decimo Terenzio Scauriano (106-110).[42]
- Cohors I Montanorum civium romanorum quingenaria non dovrebbe coincidere con la precedente. La si trova dislocata in Pannonia inferiore come da diplomi degli anni 80, 84, 85, 98, 114 e 167.
- Cohors I Morinorum è posizionata in Britannia. Ne attestano la sua presenza nell'isola diplomi militari del 103,[17] 122[15] e la Notitia Dignitatum (posizionata a Ravenglass).
- Cohors I Musulamiorum Flavia arruolata o dopo la fine della rivolta di Tacfarinas del 17-24 o durante la dinastia dei Flavi. La si trova posizionata nel 69-70 in Giudea, durante la prima guerra giudaica, in Siria durante il regno di Domiziano[75], e lungo i confini della Numidia e della Mauretania Caesariensis[76] sotto Traiano[77]; sotto Adriano in Licia e Panfilia[78].
- Cohors I Nerviorum Augusta è formata già dai tempi di Cesare ed ordinata da Ottaviano Augusto. Viene inviata in Britannia dopo la rivolta di Gaio Giulio Civile, con Quinto Petilio Ceriale. Qui la si trova comunque nel 105.[45] È possibile che sotto Adriano sia stata spostata a Netherby. Se ne trovano le tracce anche a Caer Gai[79] e Chesterholm, senza una possibile datazione. È ancora dislocata in Britannia nel 178[49][80] e 179.[50]
- Cohors I Pasinatum Aurelia nova stazionò per un certo periodo in Dalmazia durante le guerre marcomanniche attorno alle colline del Kosmaj vicino a Guberevci (a Sojnik?). Nasce con Marco Aurelio.
- Cohors I Pannoniorum quingenaria si trovava in Germania superiore all'epoca di Claudio a Bingen am Rhein.[81] Potrebbe, pertanto, aver partecipato alla conquista della Britannia, dove la si trova sul Vallo di Adriano nel 253-258 a Burgh-by-Sands, in compagnia del numerus Maurorum.
- Cohors I Raetorum quingenaria nasce molto probabilmente con Ottaviano Augusto. È possibile che sia arrivata dalla Siria con Muciano nel 69-70; è dislocata in Rezia nel 107 e 166. Era posizionata sotto gli Antonini a Katwijk in Germania superiore[82] e in Germania inferiore ad Ara Ubiorum.[83]
- Cohors I Sacorum Aurelia nova stazionò per un certo periodo in Dalmazia durante le guerre marcomanniche attorno alle colline del Kosmaj vicino a Guberevci. Nasce con Marco Aurelio.
- Cohors I Sebastena milliaria la si trova in Giudea durante la Terza guerra giudaica del 132-135, probabilmente insieme alla cohors IV Bracarum, la cohors I Flavia civium Romanorum equitata e l'ala VII Phrygum. La si ritrova in Syria Palestina sotto il legato Iulio Lepidiano, insieme alla IV Bracarum nell'anno 186.
- I Sugambrorum Claudia tironum veterana fu prima in Mesia sotto Vespasiano (nel 77[84]), poi in Mesia inferiore sotto Domiziano (nel 91[85]), Nerva (nel 96-98[86]) ed ancora sotto Antonino Pio (nel 139[87] e nel 145[88]). La si trova in Siria nel 157[89]
- Cohors I Sunicorum (o Sunucorum) quingenaria è probabilmente formata da Giulio Civile per la prima volta durante la rivolta del 69. La si trova in Britannia come da diplomi del 122,[15] 124[37] e 126.[55] È attestata a Caernarfon tra il 198 ed il 209.
- Cohors I Treverorum è presunta. Costituita molto probabilmente sotto Caracalla.
- Cohors I Tungrorum milliaria viene dislocata in Britannia sotto i Flavi (diplomi del 98, 103,[17] 122,[15] 124[37] e 126[55]). In precedenza era dislocata nella Germania Inferiore (forse fino a Claudio). Con Adriano è divisa tra i due forti a Chesterholm e Brocolitia lungo il Vallo di Adriano. Sembra che per un breve periodo siano state inviate sue vexillationes nel Norico tra il 122-124. Sotto Antonino Pio è a Castlecary. Nel terzo secolo (almeno dal 205 circa) è destinata a Housesteads, dove rimarrà fino al IV secolo secondo la Notitia Dignitatum.
- Cohors I Vindelicorum fu dislocata in Germania inferiore ad Ara Ubiorum.[90] Fu trasformata in milliaria è posizionata in Dacia sotto Decimo Terenzio Scauriano dal 106-110,[42] dove rimase almeno fino al 157.

#### Cohors II
- Cohors II Afrorum Flavia è in Numidia per testimonianze epigrafiche nel 197-198;
- Cohors II Asturum et Callaecorum è posizionata in Pannonia inferiore al tempo di Traiano, Antonino Pio, Marco Aurelio, e Settimio Severo nel 202. Nasce probabilmente dall'unione di 2 unità.
- Cohors II Bessorum Flavia è menzionata e null'altro si sa;
- Cohors II Biturigium, si trovava probabilmente nei pressi di Mogontiacum dopo il 43 sotto l'imperatore Claudio, quando venne trasferita la legio IV Macedonica.[91]
- Cohors II Bracaraugustanorum è menzionata la sua esistenza agli inizi del II secolo.
- Cohors II Breucorum costituita con ausiliari Breuci della Pannonia, si trovava in Mauretania Caesariensis nel 107 sotto Traiano[92], nel 243[93] e nel 283 sotto Marco Aurelio Carino[94].
- Cohors II Brittonum quingenarie o milliarie:
- Cohors II Brittonum Flavia è stanziata dai tempi di Domiziano (88) a Durostorum. La si trova ancora in Mesia inferiore nel 99 e nel 230.
- Cohors II Brittonum è dislocata in Mauretania Caesariensis nel 107. È possibile che sia da identificarsi con la Cohors II Brittonum Flavia (dislocata nella Mesia e per un breve periodo inviata in Mauretania).
- Cohors II Brittonum (o Britannorum) milliaria civium romanorum pia fidelis era posizionata in Germania inferiore a Xanten nel 98.[95] La si trova durante la conquista della Dacia in Mesia nel 103. È posizionata in Dacia sotto Decimo Terenzio Scauriano dal 106-110.[42] Potrebbe essere anche questa coorte da identificarsi con la Cohors II Brittonum Flavia.
- Cohors II Brittonum milliaria Nervia pacensis è posizionata in Pannonia inferiore nel 114, nel 145-160, probabilmente ad Alisca (Ocseny).
- Cohors II Commagenorum sagittorum Flavia di arcieri è posizionata durante il principato di Tiberio in Oriente. La si trova in Dacia sotto Scaurianus dal 106-110.
- Cohors II Cyrrhestarum è probabilmente impiegata in Dalmazia nella guerra dalmato-pannonica del 6-9; parte per la Germania inferiore a causa della rivolta di Gaio Giulio Civile attorno al 70;
- Cohors II Dacorum Aurelia (milliaria?) è creata da Marco Aurelio per le guerre marcomanniche. È dislocata in Pannonia inferiore a Cornacum probabilmente all'epoca di Caracalla ed anche prima.[96]
- Cohors II Dardanorum Aurelia nasce con Marco Aurelio e la si trova a Timacum Minus (oggi Ravna) in probabile sostituzione della cohors I Trachum Syriaca (arrivata ai tempi di Vespasiano nel 69). Durante le guerre marcomanniche un'orda di barbari Costoboci fu qui intercettata ed annientata da questa unità presso Scupi.[97]
- Cohors II Delmatarum milliaria fu creata da Marco Aurelio e stanziata subito in Dalmazia durante le guerre marcomanniche e vi rimase almeno fino al termine del regno di Gallieno.
- Cohors II Gallica o Gallorum:
- Cohors II Gallorum è posizionata in Mauretania Caesariensis (diploma del 107). Per un breve periodo fu posizionata in Britannia, al tempo della costruzione del vallo di Adriano (diploma del 122[15]). Sempre la Cohors II Gallica è posizionata nella Hispania Tarraconensis al tempo della Notitia Dignitatum.
- Cohors II Gallorum et Ubiorum è posizionata in Mesia inferiore nel 99.
- Cohors II Hamiorum è in Numidia per testimonianze epigrafiche in periodo non specificato;
- Cohors II Hispanorum peditata Pia Fidelis era all'epoca dell'imperatore Traiano in Germania inferiore, ad Utrecht.[98]
- Cohors II Hispana civium Romanorum da non confondere con la cohors II Hispanorum equitata, anch'essa presente in Mauretania Tingitana. Della cohors Hispanaè noto che fosse in Tingitana negli anni 109,[34] 122,[63] 131,[64] 157[66] e 161.[35]
- Cohors II Mattiacorum è posizionata in Mesia inferiore (diplomi del 99, 134 e 138). Non più tardi del 113 viene trasferita da Traiano a Barbosi a nord del Danubio, sempre nella provincia “allargata” della Mesia inferiore. La sua creazione potrebbe essere antecedente all'occupazione da parte di Domiziano degli Agri Decumati.
- Cohors Maurorum:
- Cohors II? Maurorum milliaria (costituita da Marco Aurelio) è posizionata a Matrica (Pannonia inferiore) in sostituzione della cohors I Alpinorum equitata partente per la vicina Vetus Salina con l'inizio delle guerre marcomanniche sotto Marco Aurelio (171 circa).
- Cohors II Maurorum è in Numidia per testimonianze epigrafiche nel 208;
- Cohors II Nerviorum civium romanorum (più tardi milliaria[99]) è formata già dai tempi di Cesare ed ordinata da Augusto. Viene inviata in Britannia dopo la rivolta di Civile con P.Ceriale. Si trovano numerose iscrizioni a Brough under Stainmore (Verteris).[100] Ne attestano la sua presenza nell'isola diplomi militari del 98,[101] 122,[15] 125,[45] 127[46] e 131,[102] dove la si trova posizionata a Wallsend sul Vallo di Adriano. Vi sarebbero sue evidenze epigrafiche a Vindolanda.[103] Fu trasferita, forse solo per pochi anni, in Pannonia inferiore attorno al 148.[104] La si trova ancora sotto Caracalla in Britannia[99] (213[105] e poi 214-217), posizionata probabilmente a Whitley Castle con distaccamenti a Brocolitia[106] e Chesterholm.
- Cohors II Pannoniorum la si trova in Britannia come da diplomi del 105[45] e 126[55] (a Beckfoot in Cumbria). Vi sono anche segni della sua presenza sul Vallum Hadriani tra Housesteads e Great Chesters.
- Cohors II Raetorum nasce molto probabilmente con Augusto. La si trova dislocata prima nel distretto di Germania (diploma dell'82[59]) e poi in Rezia come da diplomi del 107, post 145, 162 e 166.
- Cohors II Sardorum è in Numidia per testimonianze epigrafiche in periodo non specificato;
- Cohors II Sugambrorum si presume sia esistita vista l'esistenza della I e IV Sugambrorum.
- Cohors II Syrorum sagittariorum milliaria si trovava in Mauretania Tingitana nel 105,[51] 122,[63] 135,[71] 153,[65] 157,[66] 161.[35]
- Cohors II Thracum:
- Cohors II Thracum si trovava al tempo di Traiano in Germania inferiore a Mannaricium (l'attuale Buren-Maurik).[107] La si trova al tempo della costruzione del vallo di Adriano in Britannia (diploma del 122[15]).
- Cohors II Thracum Nerviorum la si trova in Egitto nel 157.[108]
- Cohors II Tungrorum milliaria si ipotizza la sua esistenza per la presenza della IV Tungrorum (vedi sotto).
- Cohors II Treverorum viene costituita molto probabilmente sotto Antonino Pio.
- Cohors II Varcianorum civium Romanorum si trovava in Germania inferiore, dove vi sono evidenze di una sua permanenza a Krefeld (l'antica Gelduba[109]), Remagen (Rigomagus[110]) e Colonia (Ara Ubiorum), in un periodo compreso tra gli imperatori Traiano[61] e Antonino Pio.[111]
- Cohors II Vindelicorum è supposta la sua esistenza in presenza della IV Vindelicorum. Il suo arruolamento potrebbe risalire al periodo di Tiberio-Claudio.

#### Cohors III
- Cohors III Asturum civium Romanorum, da non confondere con l'omonima ala di cavalleria, entrambe presenti in Mauretania Tingitana per molti anni assieme. Della cohors si ricordano i diplomi degli anni 86,[70] 109,[34] 122,[63] 157[66] e 161.[35]
- Cohors III Bracaraugustanorum costituita con ausiliari Breuci della Pannonia, è in Britannia almeno sul principio del II secolo (diplomi del 103,[17] 122,[15] 124[37] e 126). È difficile che sia stata impiegata in Retia sotto Adriano, per un breve soggiorno. Viene impiegata in Giudea durante la rivolta del 132-136. La si ritrova in Britannia nel 158.[48] Gli accampamenti utilizzati sono quelli nei pressi di Manchester e Castleshaw.
- Cohors III Breucorum era in Germania inferiore (a Woerden) da Domiziano[112] ad Antonino Pio[113] fino a Eliogabalo.[114]
- Cohors III Britannorum è posizionata in Retia (come da diplomi militari del 107, 145, 166) ed forse anche negli anni successivi.
- Cohors III Brittonum era in Mesia superiore nel 103, successivamente la si trova in Dacia.
- Cohors III Campestris si trova una sua iscrizione a Cuppae in Mesia superiore; a Napoca in Dacia. Si trova in Mesia Superiore nel 160/161.
- Cohors III Gallorum sembra sia stata posizionata nel distretto militare della Germania, prima della divisione in superiore ed inferiore (come testimoniato dal diploma del 74[21]). In seguito sembra sia stata inviata in Mesia inferiore. Esiste ancora sotto gli imperatori Antonino Pio / Marco Aurelio e potrebbe essere ora posizionata in Spagna.
- Cohors III Lusitanorum si trovava in Germania inferiore al tempo di Traiano in località Novaesium e/o Ara Ubiorum.[115]
- Cohors III Nerviorum civium romanorum è posizionata in Britannia.[116] Vi sarebbero sue evidenze epigrafiche a Vindolanda[117] ed a Trimontium (Newstead).[118] Ne attestano la sua presenza nell'isola i diplomi militari del 122,[15] 125,[45] 127,[46] 131,[102] 135,[119] e 155,[47] oltre che nella Notitia Dignitatum (forse a Lancaster).
- Cohors III Raetorum quingenaria si suppone la sua esistenza, considerando la numerazione successiva, fino alla cohors VIII. Nasce molto probabilmente con Augusto.
- Cohors III Sugambrorum si presume sia esistita vista l'esistenza della I e IV Sugambrorum. Potrebbe essere stata formata da Tiberio dopo le campagne del 4-5 o forse prima, sotto il fratello Druso nel 10-9 a.C..
- Cohors III Tungrorum milliaria si ipotizza la sua esistenza per la presenza della IV Tungrorum (vedi sotto).
- Cohors III Thracum civium Romanorum è posizionata con Adriano a Künzing in Rezia. Parte insieme alla Cohors I Breucorum (coorte equitata?) civium Romanorum e III Bracaraugustanorum[15] per le campagne di Adriano in Giudea dal 132-136. Tornerà non più a Künzing in Retia, ma a Gnotzheim (dove vi sarevvero sue iscrizioni a partire dal 144).
- Cohors III Vindelicorum è supposta la sua esistenza, dall'esistenza della IV Vindelicorum. È possibile sia stata arruolata sotto Tiberio-Claudio o più probabilmente sotto Augusto dopo le campagne in Rezia.

#### Cohors IV
- Cohors IV Bracaraum la si trova nell'88 in Siria. È forse trasferita in Giudea per sedare la rivolta di Bar-Kochba del 132-136, probabilmente insieme alla cohors I Sebastena milliaria, la cohors I Flavia civium Romanorum equitata e l'ala VII Phrygum. La si ritrova in Syria Palestina nel 139 e sotto il legato Giulio Lepidiano, insieme alla I Sebastena nell'anno 186.
- Cohors IV Breucorum costituita con ausiliari Breuci della Pannonia, fu inviata in Germania inferiore ad Ara Ubiorum.[120] La si trova in Britannia nel 122,[15] 127[46] sotto Adriano[121] ed ancora all'epoca di Caracalla[122].
- Cohors IV Brittonum si suppone per l'esistenza della III e VI Brittonum. Dove sia stata dislocata non è possibile saperlo al momento attuale.
- Cohors IV Callaecorum Lucensium la si trova in Siria nell'89 e 157.
- Cohors IV Gallorum è forse posizionata dal 71 a Traiano in Britannia. Si ha una sua testimonianza di sue vexillationes insieme alla cohors II Nerviorum ad High Rochcester. Forse con la guerra dacica è trasferita in Mesia inferiore (diploma del 105 e Notitia Dignitatum). La stessa o la sua gemella (?), la si trova per un certo periodo in Retia dal 107 a Marco Aurelio (diplomi del 107 e 166). Sembra tornò in Britannia per un breve soggiorno, al tempo della costruzione del vallo di Adriano (diploma del 122[15]).
- Cohors IV Nerviorum si presume sia esistita, e forse era posizionata come la I, II, III e VI in Britannia. Si trova infatti un suo diploma del 135.[119] È possibile sia stata formata da Adriano.
- Cohors IV Raetorum quingenaria nasce molto probabilmente con Augusto e viene dislocata in Mesia superiore, come da diplomi del 93, 103 e durante le guerre marcomanniche.
- Cohors IV Sugambrorum quingenaria si trovava in Mauretania Caesariensis sotto Traiano (nel 107[92]).
- Cohors IV Tungrorum milliaria[123] la si trova sotto Domiziano nel Norico (dipl. del 94[124]) e poi in Rezia (dipl. del 129,[125] 139[126] e 140[127]). Inviò alcune sue vexillationes in Mauretania Tingitana, come risulta da numerosi diplomi degli anni 153,[65] 157[66] e 161.[35]
- Cohors IV Thracum Pia Fidelis era posizionata in Germania inferiore a Valkenburg all'epoca di Traiano.[128]
- Cohors IV Vindelicorum è presente in Germania superiore (diplomi 74,[21] 90,[22] 116[23] e v134[24]), posizionata nel tempo a Großkrotzenburg,[129] Heddernheim (Nida),[130] Niedernberg (Confluentes)[131] e Obernburg am Main.[132] In precedenza potrebbe essere stata dislocata in Germania inferiore ad Ara Ubiorum.[133]
- Cohors IV Voluntariorum è probabilmente in Pannonia a Quadrata nel II secolo.

#### Cohors V
- Cohors V Asturum era in Germania inferiore a Bonna.[134]
- Cohors V Brittonum si suppone sia esistita per l'esistenza della III e VI Brittonum. La sua dislocazione, al momento, è incerta.
- Cohors V Breucorum costituita con ausiliari Breuci della Pannonia, si trovava nel Norico nel 76 sotto Vespasiano[135] ed alla fine del regno di Adriano[136].
- Cohors V Callaecorum Lucensium era posizionata in Pannonia superiore nel 116,[137] 133,[43] 139,[138] 154[139] e 161.[58]
- Cohors V Gallorum è posizionata sempre nella stessa località prima attribuita alla provincia di Pannonia (fino all'86) ed in seguito a causa della crisi dacica, alla Mesia superiore (diplomi del 93 e 103 fino al II secolo), poiché la regione di Sirmio fu trasferita attorno all'86 dalla provincia pannonica a quella mesica superiore, appena creata. Fu trasferita per un breve periodo in Britannia, al tempo della costruzione del vallo di Adriano (diploma del 122[15]).
- Cohors V Hispanorum, oginaria della Spagna romana, si trovava nel 74 nel distretto militare di Germania.[21] I diplomi del 90,[140] 92,[141] 100,[142] 101,[143] 112,[144] 114,[145][146] fino al 160 era in Mesia superiore.[147] L'anno successivo (nel 161) potrebbe essere stata spostata in Mesia inferiore (forse per un breve periodo).[148] La si trova in Numidia per un breve periodo non specificato.[149]
- Cohors V Nerviorum si presume sia esistita, e forse era posizionata come la I, II, III e VI in Britannia. È possibile sia stata formata da Adriano.
- Cohors V Raetorum quingenaria nasce molto probabilmente con Augusto o con Tiberio. Non si conosce la sua dislocazione iniziale. Da un diploma del 122[15] è noto che fosse in Britannia.

#### Cohors VI
- Cohors VI Breucorum costituita con ausiliari Breuci della Pannonia era forse a Viminacium in epoca giulio-claudia[150]; fu poi trasferita in Germania inferiore nel 97-98 sotto Traiano[151] e sotto Adriano[152] ad Alphen aan den Rijn.[153]
- Cohors VI Brittonum venne formata dopo la conquista della Britannia, ma non si conosce la sua dislocazione al momento.
- Cohors VI Gallorum è posizionata in Hispania Tarraconensis attorno al 150.
- Cohors VI Ingenuorum era posizionata al tempo di Antonino Pio (nel 151) a Xanten, in Germania inferiore,[154] ad Ara Ubiorum[155] o forse a Colonia Ulpia Traiana.[154]
- Cohors VI Ituraeorum è ricordata in una lapide - dell'anno 136 d.C. - del tempio egizio di Dakka, secondo la testimonianza di G. B. Belzoni.[156]
- Cohors VI Nerviorum civium romanorum è posizionata in Britannia. Ne attestano la sua presenza nell'isola diplomi militari del 122,[15] 125,[45] 127,[46] 131,[102] 135,[119] 155,[47] e la Notitia Dignitatum. È possibile sia stata arruolata da Adriano insieme alla IV e V Nerviorum. Si trovano sue evidenze epigrafiche ad Aesica (Great Chester)[157] e Carvoran.[158] Sotto Antonino Pio (dopo il 142-143) è posizionata sul Vallo di Adriano. Nel 205 era posizionata a Brough-by-Bainbridge,[159] dove la si trova fino alla Notitia Dignitatum.
- Cohors VI Raetorum quingenaria nasce molto probabilmente con Augusto o Tiberio. È posizionata in Germania superiore (come da diploma del 94,[160]), la si trova poi in Britannia a Great Chesters, ed infine, in Rezia all'epoca della Notitia Dignitatum.
- Cohors VI Thracum è posizionata in Dacia sotto Decimo Terenzio Scauriano dal 106-110.[42] In data sconosciuta è in Britannia a Gloucester.
- Cohors VI Voluntariorum è probabilmente impiegata in Dalmazia durante la rivolta dalmato-pannonica del 6-9; partirà per nuova destinazione (Pannonia?) attorno al 15-19.

#### Cohors VII
- Cohors VII Breucorum civium romanorum costituita con ausiliari Breuci della Pannonia fu dislocata inizialmente a Viminacium in epoca giulio-claudia[161]; in seguito fu trasferita in Germania superiore in zona Mogontiacum probabilmente all'epoca della guerra contro i Catti di Domiziano dell83-84[162]; viene trasferita in Pannonia inferiore in seguito alla crisi dacica dell'86 e qui la si trova ancora nel 143[163], nel 192 sotto Commodo,[164] nel 203 sotto Settimio Severo[165].
- Cohors VII Gallorum è posizionata in Mesia inferiore fino alla terza guerra giudaica del 132, quando Adriano la ritira e trasferisce in Siria (diploma del 157).
- Cohors VII Raetorum nasce molto probabilmente con Augusto. La si trova dislocata nel distretto di Germania nel 74[21] e nell'82.[59]
- Cohors VII Thracum è posizionata in Britannia dai diplomi ritrovati del 122,[15] 126[55] e 158.[48]

#### Cohors VIII
- Cohors VIII Breucorum costituita con ausiliari Breuci della Pannonia, era dislocata in Germania inferiore ad Ara Ubiorum[166] e/o a Remagen.[167]
- Cohors VIII Fida è in Numidia per testimonianze epigrafiche nel 262-263.
- Cohors VIII Gallorum si presume essere esistita dalla numerazione fino alla XI. Quando e dove non si sa.
- Cohors VIII Raetorum civium romanorum è posizionata al tempo di Domiziano in Pannonia e in seguito viene dislocata in Dacia sotto Decimo Terenzio Scauriano dal 106-110.
- Cohors VIII Voluntariorum Civium Romanorum è posizionata nell'Illirico molto probabilmente durante la rivolta dalmato-pannonica del 6-9. La si trova ancora in Dalmazia nel 94, durante le guerre marcomanniche di Marco Aurelio e sotto Filippo l'Arabo,[168] a Tilurium.[168] Potrebbe essere stata trasferita in Oriente nel 270 al seguito di Aureliano.

#### Cohors IX-XXXII
- Cohors IX Gallorum si presume essere esistita dalla numerazione fino alla XI. Quando e dove non si sa.
- Cohors IX Maurorum la si trova nella provincia di Mesopotamia dal 197.
- Cohors X Gallorum si presume essere esistita dalla numerazione fino alla XI. Quando e dove non si sa.
- Cohors XI Gallorum è attestata in Dalmazia per la sola rivolta dalmato-pannonica del 6-9. Torna alla sua sede originaria in Germania inferiore o Germania superiore, dove rimane almeno fino al 70.
- Cohors XII Palaestinorum si trova nella provincia di Mesopotamia dal 197.
- Cohors XV Voluntariorum civium romanorum si trovava in Germania inferiore, probabilmente a Woerden,[169] e/o a Ara Ubiorum,[170] dove rimase almeno per tutto il II secolo.[171]
- Cohors XVIII Voluntariorum era posizionata in Pannonia superiore nel 139,[138] 154[139] e 161,[58] probabilmente a Gerulata (Rusovce).[172] Stazionò per un certo periodo in Dalmazia durante le guerre marcomanniche attorno alle colline del Kosmaj vicino a Guberevci.
- Cohors XXX Voluntariorum è posizionata in Germania Superiore sotto Marco Aurelio.
- Cohors XXXII Voluntariorum è trasferita sul Reno dalla Pannonia al tempo di Vespasiano / Domiziano (tra il 72-83).

### Coortiequitate,quingenariee/o (trasformate in)milliarie

#### Prive di numerazione
- Cohors Ituraeorum sagittariorum equitata era in Cappadocia con Arriano governatore nel 134. Potrebbe trattarsi della cohors IV o V o VI di cui non esistono testimonianze epigrafiche certe.

#### Cohors I equitata
- Cohors I [...] con il nome dell'Imperatore che la formò o riorganizzo, ma apparentemente priva della regione di appartenenza:
- Cohors I [...] Aelia Sagittariorum milliaria equitata,[173] fu costituita dall'imperatore Adriano, e sembra posizionata fin dall'inizio nel Norico come testimonierebbe il diploma del 139,[138] molto probabilmente ad Astura (cfr. diplomi del 159[174]) fino ai Severi.[175] Vi sono indizi di sue vexillationes o di un suo spostamento provvisorio (es. guerre marcomanniche) nella vicina Cannabiaca (Klosterneuburg)[176] o anche a Vindobona[177]-Schwechat[178] e Carnuntum.[179] Potrebbe essere stata trasferita in toto o forse solo sue vexillationes ad Ala Nova (Schwechat) negli anni successivi.[178]
- Cohors I [...] Augusta[180] Ituraeorum equitata[181] posizionata in un periodo non precisato in Germania superiore, in zona Mogontiacum[182] (I secolo?). La si trova in Pannonia sotto Tito nel 79[183], sotto Traiano nei diplomi del 98 e 103[184] forse a Brigetio[185]. È in Dacia come I Ituraeorum Augusta nel 110[42] in zona Porolissum[186] ed ancora nel 137 sotto Adriano[187], nel 144[188] e 158 sotto Antonino Pio[189], fino almeno a Marco Aurelio nel 179[190].
- Cohors I [...] Flavia equitata è in Numidia per testimonianze epigrafiche nel 128.
- Cohors I [...] Flavia civium Romanorum equitata la si trova in Giudea per sedare la rivolta di Bar-Kochba del 132-135, probabilmente insieme alla cohors IV Bracarum, alla cohors I Sebastena milliaria e l'ala VII Phrygum.
- Cohors I Alpinorum equitata quingenaria è dislocata sotto Domiziano in Pannonia inferiore (diplomi dell'80, 85, 114, 154-160) a Matrica fino alle guerre marcomanniche, poi a Vetus Salina. Verrà sostituita da una cohors milliaria Maurorum a Matrica. È possibile che sia la stessa dislocata in Dacia nel 205.
- Cohors I Aquitanorum quingenaria equitata è in Britannia già con Adriano (diplomi del 122[15] e 124[37]) a Brocolitia. Sotto Antonino Pio è destinata al Derbyshire (158 circa). Al tempo della difesa del Litorale sassone è posizionata a Branodunum (oggi Brancaster).
- Cohors I Aquitanorum quingenaria equitata veterana si trova in Germania superiore (diplomi del 74,[21] 82,[59] 90,[22] 116[23] e 134[24]), probabilmente in località Stockstadt am Main.[191]
- Cohors I Asturum equitata[192] si trovava in Germania nel 74[21] e nell'82[59] (prima della sua divisione in inferiore e superiore), probabilmente a Mainhardt;[193] la si trova ancora in Germania superiore nel 90,[22] 116[23] e 134.[24]
- Cohors I Batavorum quingenaria equitata poi milliaria,[137] era dislocata presumibilmente fino al tempo di Claudio in Germania inferiore. Partecipa alle campagne militari in Britannia di Aulo Plauzio del 43, di Svetonio Paolino (nel 60 circa) e forse di Vettio Bolano (del 69). In seguito allo scoppio della guerra civile tra Otone e Vitellio viene richiamata da quest'ultimo a rinforzare il suo esercito, in vista dello scontro finale. Approfittando della guerra civile in corso, parteciperà alla rivolta “indipendentista” di Giulio Civile del 69-70. In seguito a questi avvenimenti fu sciolta da Vespasiano. Venne ripristinata come milliaria e dislocata sotto Traiano in Pannonia superiore nel 116.[137] Fu trasferita per un breve periodo in Britannia, al tempo della costruzione del vallo di Adriano (diploma del 122[15]).
- Cohors I Belgica equitata[194] o I Belgarum potrebbe essere stata posizionata inizialmente in Germania superiore, nei pressi di Mogontiacum[195] e poi di Feldberg.[196] Vi sarebbero poi sue evidenze di una sua presenza in Gallia Aquitania.[197] Attorno all'inizio del II secolo si trovava in Dalmazia:[198] a Bigeste (dove rimarrà per tutto il II secolo: cfr. diploma del 173),[199] Tilurium,[200] Burnum,[201] Salona,[202] Narona,[203] Andetrium ,[204] Hardomilje,[205] Sotto Settimio Severo, fu nominata Cohors I Gallia Belgica Septimia. Potrebbe essere stata trasferita nel 241, al tempo di Gordiano III, sul fronte retico ad Öhringen in seguito alla crisi Alemanna.[206]
- Cohors I Bessorum Flavia era in Mesia Superiore nel 100, per poi trovarla in Macedonia nel 120.
- Cohors I Chalcidenorum equitata è in Numidia per testimonianze epigrafiche nel 78, 164 e 194; sembra che durante la rivolta giudaica del 132 sia stata trasferita in Siria, non si sa per quanto tempo.
- Cohors I Cretum sagittariorum equitata era in Mesia superiore sotto Domiziano nel 93. Partecipa probabilmente alla conquista della Dacia, ed in seguito è posizionata ad Egeta dove la si trova ancora nel 160-161.
- Cohors I Delmatarum equitata[207] esisteva certamente all'epoca di Vespasiano[208], si trovava in Britannia ai tempi di Adriano (diploma del 122[15] ed iscrizione databile al 125[209] ed Antonino Pio[210]).
- Cohors I Damascenorum Flavia milliaria equitata sagittariorum[211] si trovava almeno dal 79 in Germania superiore[212] (forse a Bingen[213]) è trasferita nel Friedberg in concomitanza con le campagne dell'83-84. Rimarrà in questa provincia almeno fino al 134,[24] o più probabilmente fino all'abbandono degli agri decumates nel 260.
- Cohors I Hemesenorum equitata milliaria sagittaria civium Romanorum, si trovava lungo il medio limes danubiano al tempo delle guerre marcomanniche, più precisamente in Pannonia inferiore ad Intercisa.[214]
- Cohors I Gallica equitata è stazionata in Tarraconense secondo la Notitia Dignitatum. Quando sia stata formata e dove sia stata posizionata per ora ci è ignoto.
- Cohors I Hispanorum:
- Cohors I Hispanorum veterana equitata è posizionata certamente in Mesia inferiore nel 99. Questa coorte era molto probabilmente dislocata prima di questa data in Macedonia a Stobi, quindi il suo posizionamento in Mesia inferiore. È possibile sia da identificarsi con la stessa I Hispanorum veterana che col diploma del 129 risulta posizionata in Dacia inferiore a Brectu (Buridava), molto vicina alla fortezza legionaria di Troesmis, sembrerebbe in compagnia della cohors I Bracaraugustorum.
- Cohors I Hispanorum Flavia equitata Pia Fidelis Gordiana Philippiana fu arruolata come cohors quingenaria in Spagna, forse al tempo della dinastia dei Flavi. Si trovava in Germania inferiore sotto Traiano.[215] Fu trasferita poco dopo in Britannia sotto Traiano (diplomi del 98, 103[17] e 105[45]). È trasformata da Adriano nel 122 in Milliaria, destinandola probabilmente a Maryport. Potrebbe essere tornata in Germania inferiore, a Remagen nel III secolo.[216]
- Cohors I Hispanorum equitata era un'altra coorte di ispanici, posizionata al tempo di Traiano in Egitto, lungo il Nilo tra Tebe e Syene.[217]
- Cohors I Ligurum equitata quingenaria è dislocata nelle Alpi Marittime sotto Augusto, in seguito verrà a costituire la cohors I Ligurum et Hispanorum dislocata in Germania superiore, come da diplomi del 116 e 134.[218]
- Cohors I Lingonum equitata poi Gordiana è posizionata in Britannia. Arruolata nella Germania superiore, ne attestano la sua presenza nell'isola i diplomi militari del 105,[45] 122[15] e 142.[219] La si trova sotto Adriano a Lanchester.[220] Sotto Antonino Pio è sul vallo di Adriano ad High Rochester (certamente tra il 139-143[221]). È possibile che in un periodo successivo ad Antonino Pio sia stata dislocata a Corbridge nel Northumberland.[222] Nel III secolo al tempo di Gordiano III la si trova ancora a Lanchester.[223]
- Cohors I Numdiarum equitata era in Cappadocia con Arriano governatore nel 134.
- Cohors I Pannoniorum equitata:
- Cohors I Pannoniorum Ulpia milliaria equitata era in Pannonia superiore nel 133,[43] 139,[138] 154[139] e 161,[58] forse posizionata a Gerulata (Rusovce).[224]
- Cohors I Pannoniorum et Delmatarum equitata civium Romanorum si trovava in Germania inferiore sotto Traiano[61] e Antonino Pio, probabilmente in zona Xanten.[225]
- Cohors I Raetorum equitata nasce molto probabilmente con Augusto.[226] Era in Cappadocia con Arriano governatore nel 134.
- Cohors I Sequanorum et Rauracorum equitata quingenaria è posizionata in Germania Superiore. Ne attesta la sua presenza in questa provincia un diploma militare del 191. È molto probabile che questo reggimento sia stato formato durante le guerre marcomanniche, dopo il 167.[227]
- Cohors I Sugambrorum Veterana equitata quingenaria è posizionata prima in Mesia inferiore nel 99.[228] Successivamente viene dislocata in Siria, probabilmente attorno al 157 (vedi anche I Sugambrorum Claudia, da cui sembra distinguersi[229]).
- Cohors I Thracum, rappresentava una serie di differenti coorti omonime, come segue:
- Cohors I Thracum equitata[230] civium Romanorum[231] fu posizionata inizialmente in Germania inferiore ad Ara Ubiorum sotto Claudio,[232] e/o Deutz[233] e/o Remagen.[234] I diplomi del 74[21] e dell'82[59] ne attestano ancora la presenza nel distretto militare di Germania. Con Vespasiano la si trova ad Offenburg negli anni 73-74. Nell'80,[212] 82[59] ed 83[59] era nel distretto delle due Germanie, poi con la divisione dell'88-89 in quella superiore (diploma del 91[235]). Sotto Traiano è nuovamente in Germania inferiore (diploma del 98[61]). Con Adriano fu inviata in Britannia, inizialmente a Wroxeter almeno dal 103,[17][236] come attestano la presenza nell'isola i diplomi del 122,[15] 124[37] e 158.[48] Partecipò certamente alla costruzione del Vallo di Adriano, tanto che ne è attestata la sua presenza tra Newcastle-Pons Aelius[237] e Benwell in questo periodo.[238] Potrebbe essere tornata nella Germania superiore (attorno al 130[239]). La si trova ancora in Britannia sotto Settimio Severo e Caracalla (forse al tempo delle campagne in Caledonia) tra Camboglanna (Birdoswald; in compagnia della cohors I Dacorum Aelia nel 205-208 a Birdoswald,[240])[241] e Lavatrae (Bowes).[242]
- Cohors I Thracum civium Romanorum equitata la si trova in Pannonia superiore nella prima metà del II secolo, come risulta dai diplomi del 127,[243] 133,[43] 139,[138] 146,[244] 154[139] e 161,[58] posizionata forse ad Ulcisa Castra.[245] Per un breve periodo fu trasferita nella vicina Pannonia inferiore (diplomi del 136,[246] 143[247] e 156[44]) probabilmente a Burgenae[248]. Torna in Pannonia superiore alla fine del regno di Antonino Pio/inizi di quello di Marco Aurelio (nel 161[58]), come da diploma del 164[249]).
- Cohors I Thracum Germanica equitata civium Romanorum[250] inizialmente (sotto i Giulio-Claudi) potrebbe essere stata dislocata nelle province germaniche (da qui il nome di Germanica), con la metà del II secolo la si trova in Pannonia inferiore[251] sotto Antonino Pio[252] (diplomi del 148,[104] 152[253] e 156[44]) Marco Aurelio e Lucio Vero (nel 167),[250] e sotto Commodo nel 192.[164] La si trova ad Annamatia (Baracs) al tempo di Massimino Trace (nel 238),[254] in precedenza potrebbe essere stata dislocata a Lussonium (Paks).[255]
- Cohors I Thracum sagittaria equitata è posizionata in Dacia con la sua annessione nel 106 (dove la si trova ancora nel 110[42]). Era ancora in Dacia superiore attorno al 137.[256] Si trova un diploma del 158 che ne attesterebbe una sua permanenza (forse provvisoria), ancora in Dacia superiore, sempre che si tratti di una cohors sagittaria.[257]
- Cohors I Thracum Syriaca equitata[258] è posizionata a Timacum Minus (Ravna sul fiume Timok[259]) dal 71-73, proveniva dalla Siria dove era forse posizionata dai tempi di Claudio.[260] Questa unità potrebbe essere rimasta in Mesia superiore almeno fino a Marco Aurelio[261] (diploma del 78,[262] 136,[263] e 145[88]), anche se non figura nel diploma del 160. Fu certamente in Mesia inferiore nel 157.[264]
- Cohors I Ubiorum equitata[265], fu una delle prime coorti miste create sotto Augusto.[266] Posizionata all'epoca di Claudio nel Norico[267], sotto Domiziano[268] e Nerva si trovava nella Mesia inferiore;[269] spostata in seguito alle guerre di Traiano in Dacia,[270] qui la si trova ancora nel 179, sotto l'imperatore Marco Aurelio ed il governatore Publio Elvio Pertinace[271].
- Cohors I Vangionum equitata milliaria[272] fu inviata in Britannia e dislocata per un breve periodo a Benwell (Condercum)[273] e poi a Risingham (Habitancum) dove rimase almeno fino agli inizi del III secolo.[274] Risulta posizionata nell'isola anche dai diplomi del 103,[17] 122,[15] 124,[37] 158,[48] 178[49] e 179.[50]
- Cohors I Vasconorum equitata civium Romanorum è un'unità presunta considerando l'esistenza della II. È arruolata da Galba in Spagna nel 68. Combatte in Germania durante la rivolta di Giulio Civile.[275] La si trova in Britannia al tempo della costruzione del vallo di Adriano (diploma del 122[15]).

#### Cohors II equitata
- Cohors II [...] equitata con il nome dell'Imperatore che la formò o riorganizzo, ma apparentemente priva della regione di appartenenza:
- Cohors II [...] Ulpiae equitatae Commodianae è posizionata a Dura Europos all'epoca dell'imperatore Commodo (180-192).[276]
- Cohors II Alpinorum equitata quingenaria la si trova dislocata sotto Nerone in Pannonia superiore (diplomi del 60, 84, 133,[43] 139,[138] 148, 149, 154[139][277] e 161[58]), probabilmente a Ad Flexum ( Magyarovar). Si trovava forse in età giulio-claudia in Germania inferiore ad Ara Ubiorum.[278]
- Cohors II Aquitanorum quingenaria equitata fu dislocata in Germania superiore attorno alla metà del II secolo (come da diplomi dell'82,[59] 162 e 166[279]), ed in seguito in Rezia (forse dopo le guerre marcomanniche).
- Cohors II Asturum equitata si trovava in Germania inferiore ad Ara Ubiorum al tempo di Traiano.[280] Fu trasferita in Britannia (più precisamente nel sud del Galles) già dal principio del II secolo come da diplomie del 105,[45] 122,[15] 124,[37] e 126.[281] Con gli inizi del III secolo fino al IV è spostata sul Vallo di Adriano.[282]
- Cohors II Batavorum Victrix quingenaria equitata poi milliaria,[137] era dislocata presumibilmente fino al tempo di Claudio in Germania inferiore ad Utrecht.[283] Partecipa alle campagne militari in Britannia di Aulo Plauzio dal 43 al 47, e poi di Gaio Svetonio Paolino (dal 58 al 61) e di Marco Vettio Bolano (69-71). In seguito allo scoppio della guerra civile tra Otone e Vitellio fu richiamata da quest'ultimo a rinforzare le file del suo esercito, in vista dello scontro finale. Approfittando della guerra civile in corso, parteciperà alla rivolta “indipendentista” di Giulio Civile del 69-70. In seguito a questi avvenimenti fu inizialmente sciolta da Vespasiano,[284] per poi essere riformata come milliaria ed inviata in Pannonia superiore (a Cannabiaca-Klosterneuburg[285]) come risulta dal diploma del 116.[137]
- Cohors II Cyrenaica Augusta equitata, potrebbe essere stata creata al tempo dell'imperatore Augusto. Venne dislocata in Germania superiore almeno a partire da Vespasiano (come da diplomi del 74,[21] 90,[22] 116[23] e 134[24]). Il forte che ospitava l'unità era forse quello di Butzbach.[286]
- cohors II Delmatarum (equitata?) nel 105 si trovava in Britannia sotto Traiano,[45] come pure nel 122[15] e 126 sotto Adriano.[55] Con il III secolo fu posizionata a Carvoran nel Northumberland.[287]
- Cohors II Hispanorum Vasconorum equitata civium Romanorum era posizionata in Britannia nel 105.[45] La si trova più tardi in Mauretania Tingitana (diplomi del 109,[34] 122,[63] 135,[71] 161[35]).
- Cohors II Ituraeorum equitata si trova insieme alla III Ituraeorum in Egitto[288] già dall'epoca di Germanico nel 18[289]. È qui attestata ancora nell'82 sotto Domiziano[290], nel 106[291] sotto Traiano e ancora sotto Antonino Pio nel 157[108].
- Cohors II Lingonum equitata la si trova posizionata in Britannia al tempo della costruzione del vallo di Adriano (diploma militare del 122[15]).

#### Cohors III equitata
- Cohors III Aquitanorum quingenaria equitata Civium Romanorum[292] era dislocata nel distretto militare della Germania (prima della suddivisione in superiore ed inferiore) nel 74,[21] e poi nella Germania superiore nell'82,[59] 90,[22] 116,[23] 134,[24] fino all'epoca dei Severi.[293] I forti che occupò in questi anni erano probabilmente Neckarburken,[294] ma soprattutto Osterburken.[295]
- Cohors III Delmatarum equitata, la IIII, la V, ecc. sono trasformate dai Flavi in milliarie. Si trovava prima in Germania inferiore (ad Ara Ubiorum[296]), poi in Germania superiore (forse ad Arae Flaviae, l'attuale Rottweil[297]) nel 90 sotto Domiziano[298], nel 116 sotto Traiano[299] e nel 130 sotto Adriano[300]. È trasferita più tardi in Dacia a Ad Mediam (l'attuale Mehadia), certamente sotto Severo Alessandro[301] e poi sotto Gallieno[302].
- Cohors III Gallorum Felix equitata si trovava in Germania inferiore probabilmente in epoca giulio-claudia.[303] Venne, poi, trasferita nella Mauretania Tingitana, come risulta da numerosi diplomi degli anni 122,[63] 153,[65] 157[66] e 161.[35]
- Cohors III Ituraeorum equitata[304] la si trova all'epoca di Domiziano (82[290].), di Traiano nel 106[291] ed Antonino Pio in Egitto[305]. In un'epoca non precisata potrebbe trovarsi a Wiesnau, nei pressi di Mogontiacum.[306]
- Cohors III Lingonum equitata è posizionata in Britannia al tempo della costruzione del vallo di Adriano (diploma militare del 122[15]).

#### Cohors IV equitate
- Cohors IV Aquitanorum quingenaria equitata Civium Romanorum[307] era dislocata nel distretto militare della Germania (prima della suddivisione in superiore ed inferiore) nel 74,[21] e poi nella Germania superiore nell'82,[59] 90,[22] 116,[23] 134,[24] fino all'epoca dei Severi.[293] Il forte che occupò in questi anni fu Obernburg am Main.[308]
- Cohors IV Delmatarum milliaria equitata era in Germania Superiore a Bingium (l'attuale Bingerbruck) sotto la dinastia dei Flavi[309]. È trasferita più tardi in Britannia, dove la si trova sotto Traiano nel 103,[17][310] ed Adriano (diploma del 122[15]).
- Cohors IV Gallorum equitata civium Romanorum[311] la si trova in Mauretania Tingitana nell'86,[70] 109,[34] 122,[63] 135[71] e 157.[66]
- Cohors IV Ituraeorum la sua esistenza è nota per la presenza della sua omonima, la VII.
- Cohors IV Lingonum equitata è posizionata in Britannia al tempo della costruzione del vallo di Adriano (diploma militare del 122[15]).

#### Cohors V equitate
- Cohors V Delmatarum (o Dalmatarum) milliaria equitata civium Romanorum era nel distretto di Germania nel 74.[21] Pochi anni più tardi la si trova in Mauretania Tingitana sotto Domiziano nell'87 e 90[312]. Tornò in Germania superiore sotto Traiano (ad Aquae Mattiacorum, l'attuale Wiesbaden[23]) dove sembra rimase fino all'inizio del regno di Adriano.[313] Tornò nuovamente in Mauretania Tingitana come dimostrano i diplomi del 122,[63] 131[64] e 161.[35] Al tempo di Commodo la si trova ancora in Germania superiore.[314] Resta il dubbio che non si trattasse di due distinte cohortes V Dalmatarum.
- Cohors V Ituraeorum la sua esistenza è nota per la presenza della sua omonima, la VII.

#### Cohors VI equitate
- Cohors VI Delmatarum milliaria equitata la si trova in Mauretania Caesariensis (a Cherchell) in un periodo non specificato[315].
- Cohors VI Ituraeorum la sua esistenza è nota per la presenza della sua omonima, la VII.

#### Cohors VII equitate
- Cohors VII Delmatarum milliaria equitata la si trova in Mauretania Caesariensis (a Cherchell, l'antica Caesarea ovvero la capitale della provincia) in un periodo non specificato.[316]
- Cohors VII Ituraeorum si trovava in Egitto (a Tebe), forse nel II secolo[317].

#### Cohors IX equitate
- Cohors VIIII Batavorum milliaria equitata la si trova in Britannia (a Vindolanda) alla fine del I secolo[318]

### Ali di cavalleriaquingenariee/o (trasformate in)milliarie

#### Prive di numerazione
- Ala Apriana è formata nella Gallia Lugdunense e dislocata in Egitto.[319] Si trovano sue iscrizioni a Tebe (databile al 170),[320] Syene[321] e Saqqara.[322]
- Ala Celerum la si trova prima in Germania superiore,[323] poi nel Norico[324] ed infine in Siria al tempo di Filippo l'Arabo.[325]
- Ala Claudia Nova era in Germania (quando non era ancora divisa in superiore ed inferiore) nel 74, al tempo di Vespasiano.[21]
- Ala Felix Moesica Pia Fidelis Torquata[326] fu formata con ausiliari della Moesia. Nel 77 era dislocata in Germania superiore a Aquae Mattiacorum (Wiesbaden).[327] Nel I-II secolo alcune sue vexillationes potrebbero essere stata inviate in Cappadocia.[328] La si trova ancora dislocata in Germania superiore a Butzbach sotto Commodo.[329] Era forse a Deutz nel IV-V secolo.[330]
- Ala Gallorum et Thracum Antiana era posizionata in Mesia inferiore nel 54.[331] La si trova in Siria nell'89[332] e 91.[333] Era ancora dislocata in Syria Palestina durante il regno di Antonino Pio (diplomi dal 142 al 161).[334]
- Ala Longiniana fu formata nella Gallia Lugdunense e dislocata in Germania inferiore a Bonna.[335]
- Ala Noricorum si trovava nella Germania inferiore a Burginatium (oggi Kalkar),[336] all'epoca di Traiano[61] e Antonino Pio.[337] Potrebbe essere stata spostata più a sud, a Burungum (Monheim am Rhein[338]), a Durnomagus (Dormagen[339]) o forse ad Ara Ubiorum,[340] dall'epoca di Costantino I al V secolo.
- Ala Numidica è in Numidia per testimonianze epigrafiche nel I e II secolo;
- Ala Parthorum et Araborum è posizionata a Mogontiacum dall'epoca di Traiano.
- Ala Patrui è formata nella Gallia Lugdunense, ma nulla si sa su sua dislocazione.
- Ala Pomponiani fu formata nella Gallia Lugdunense e dislocata in Germania inferiore a Bonna.[341]
- Ala Praetoria è posizionata nell'area di Sirmio tra l'85 e il 110, più precisamente a Teutoburgium. Allo stesso modo della vicina Cohors V Gallorum pur rimanendo posizionata sempre nella stessa località, fa parte del contingente ausiliario prima della Pannonia (fino all'86), poi della Mesia superiore, ed infine della neo provincia di Pannonia inferiore attorno al 107.
- Ala Rusonis è formata nella Gallia Lugdunense e dislocata in Germania superiore.
- Ala Scaevae è formata nella Gallia Lugdunense; non si conosce la sua destinazione.
- Ala Sebastena nel 201 era nella Mauretania Caesariensis nello Ouarsenis sud-occidentale;
- Ala Siliana è in Numidia durante il principato di Nerone, viene trasferita in seguito in Pannonia (Domiziano?), e dopo la conquista della Dacia è in questa provincia a Gilău;
- Ala Sulpicia singular civium Romanorum è formata nella Gallia Lugdunensis e dislocata in Germania inferiore (diplomi del 78, 94,[160] 101,[342] e 187) ad Ara Ubiorum.[343]
- Ala Vallensium è posizionata in Germania Superiore probabilmente dai tempi di Ottaviano Augusto.

#### Ala I
- Ala I [...] con il nome dell'Imperatore che la formò o riorganizzo, ma apparentemente priva della regione di appartenenza:
- Ala (I?) Augusta ob virtutem appellata, in seguito Gordiana è possibile fosse a Lancaster nel tardo I secolo, poi a Chesters sul Vallo di Adriano con Adriano. L'unità viene spostata con Antonino Pio ed inviata in Scozia, anche se non si conosce la destinazione finale. La si ritrova ad Old Carlisle nel 188, dove rimarrà fino al 242.
- Ala I[68] Afrorum veterana[68] si trovava in Germania inferiore ai tempi dell'imperatore Traiano,[61] e Adriano[68] in località Ara Ubiorum[344] e poi a Novaesium.[345]
- Ala I Agrippiana Flavia fu reclutata tra la popolazione dei Treviri,[346] posizionata in Germania superiore[346] (forse dai tempi di Augusto[347]), poi in Mesopotamia in epoca tetrarchica.[348]
- Ala I Asturum fu posizionata in Germania inferiore ad Ara Ubiorum.[349]
- Ala I Batavorum milliaria[350] fu dislocata inizialmente nella Germania inferiore fino al suo scioglimento dopo la rivolta di Gaio Giulio Civile del 69-70. La si trova ancora in Germania inferiore nel 99 al tempo di Traiano.[61] Durante la conquista della Dacia da parte di Traiano, fu dislocata in Pannonia superiore.[351] Negli anni successivi fu trasferita definitivamente in Dacia, inizialmente nei pressi di Apulum.[352] Sotto Antonino Pio era forse nel forte di Critesti,[353] o in altri forti della Dacia Porolissensis.[354]
- Ala I Bosporanorum la si trova in Pannonia superiore nel 116.[137]
- Ala I Brittonum o Britannica:
- Ala (I?) Brittonum Veteranorum è posizionata in Mauretania dal II secolo. È forse fondata da Antonino Pio dopo il 142
- Ala I Britannica Flavia milliaria civium Romanorum, fu in epoca Flavia nel forte di Vindobona (in Pannonia superiore), prima che diventasse fortezza legionaria.[355] Fu trasferita in Siria ad Apamea sull'Oronte, in seguito alla crisi scoppiata con i Sasanidi degli anni 252/253.[356]
- Ala I Cananefatium (o Cannenefatium) civium romanorum è posizionata durante la rivolta Batava in Germania superiore (diplomi del 74[21] e 82[59]). In seguito a questa rivolta, viene inviata in Pannonia superiore a Gerulata,[357] l'odierna Rusovce (cfr. diplomi del 116,[137] 133,[43] 138, 148, 149, 151,[358] 154[139] e 161[58]). Partecipa per un breve periodo alle campagne in Africa sotto il regno di Antonino Pio, a supporto della legio III Augusta. Potrebbe essere quella stessa Ala che si trova in Pannonia inferiore, denominata Ala I Civium Romanorum, come da diploma del 156[44] e dislocata a Teutoburgium.
- Ala I Colonorum Augusta era in Cappadocia con Arriano governatore nel 134.
- Ala I Commagenorum milliaria sagittaria[358] è possibile sia nata sotto Tiberio (posizionandola subito in Oriente) o con Tito Flavio Vespasiano nel 72, posizionandola presso il forte di Commagena nel Norico, dove la si trova ancora nel 151.[358]
- Ala I contariorum Ulpia milliaria fu formata da Traiano durante la conquista della Dacia degli anni 101-106 e subito posizionata in Pannonia superiore (diploma del 116[137]). Si trovava ancora qui al tempo di Adriano (diploma del 133[43]) e Antonino Pio (sulla base dei diplomi militari del 139,[138] 147,[359] 151,[358] 153,[360] 154[139] e 161[58]), nei pressi di Arrabona[361] e forse per un breve periodo anche Carnuntum.[362] Fu trasferita dopo il principato di Caracalla[363] in Siria ad Apamea, dove la si trova nel 252.[364] Sue vexillationes parteciparono nel corso del II secolo a qualche operazione militare in Mauretania.[365]
- Ala I Dacorum Ulpia era in Cappadocia con Arriano governatore nel 134.
- Ala I Flavia Gemina si trovava in Germania superiore nel 74[21] e nell'82.[59]
- Ala I Gaetulorum Flavia si trovava forse in Mesia Inferiore? Era forse miliaria?
- Ala I Gallorum:
- Ala I Augusta Gallorum civium Romanorum[123] la si trova in Mauretania Tingitana nel 153,[65][366] 157,[66] e 161.[35]
- Ala I Augusta Gallorum Proculeiana la si trova in Britannia nel 127,[46] 133[367] e nel 158.[48]
- Ala I Gallorum Atectorigiana[368] fu formata nella Gallia Lugdunense e dislocata in Mesia inferiore,[369] forse nel forte di Appiaria (oggi Ryahovo),[370] con vexillationes anche nel regno del Bosforo Cimmerio (a Balaklava[371]).
- Ala I Gallorum et Bosporanorum è in Dacia almeno nel 158
- Ala I Gallorum Claudia è posizionata in Mesia inferiore e potrebbe essere identificarla con l'Ala I Gallorum Flaviana (riformata in epoca posteriore?). Si trova in Mesia inferiore già nel 99 (diplomi del 99 e 105). La si trova nel 160/161 nella vicina Mesia Superiore.
- Ala I Gallorum et Pannoniorum è in Mesia inferiore con Traiano ed Adriano. È possibile che Antonino Pio la destini in Dacia (diplomi del 145-161).
- Ala I Gallorum Flaviana è posizionata in Mesia Superiore nel 160
- Ala I Gallorum Indiana: prese il nome dal suo primo comandante, il nobile Giulio Indo e fu creata attorno al 21 (epoca tiberiana) ed è posizionata subito in Germania inferiore. È possibile che abbia preso parte alla spedizione di Claudio del 43, benché la sua presenza in Britannia sia di epoca flavia (a Corinium, oggi Cirencester). Qui soggiornò fino probabilmente all'84, per poi essere trasferita in Germania inferiore (diplomi del 94,[160] e 101[342]) ed in seguito in Germania superiore (almeno dal 134).
- Ala I Gallorum Picentiana si trovava nel distretto di Germania nell'82.[59]
- Ala I Gallorum Tauriana civium Romanorum torquata victrix Flavia[372] esisteva già da prima dell'epoca flavia, posizionata in Gallia. La si trova in Mauretania Tingitana (dipl. dell'86,[70] 105,[51] 109,[34] 122,[63] 135,[71] 153,[65] 157,[66] e 161[35]). Potrebbe essere stata posizionata per brevi periodi anche nella vicina Numidia,[373] a Zraia[374] o nei pressi della fortezza legionaria di Lambaesis.[375]
- Ala I Gallorum Veterana è costituita in epoca tarda, o comunque non prima del regno di Adriano. È posizionata in Egitto (diploma del 199) dove rimane fino al IV secolo.
- Ala I Gemelliana:
- Ala I Gemelliana civium Romanorum la si trova in Mauretania Tingitana nel 153,[65][366] 157,[66] e 161.[35]
- Ala I Flavia Gemelliana[376] la si trova in Rezia nel 157.[377]
- Ala I Hamiorum Syrorum sagittaria era originaria della Siria romana. Venne posizionata in Mauretania Tingitana come dimostrano i diplomi degli anni 109,[34] 122,[63] 135,[71] 153,[65] 161.[35]
- Ala I Hispanorum:
- Ala I Hispanorum Auriana era dal 71 circa ad Aquincum (non ancora fortezza legionaria), fino a quando non fu trasferita per la costruzione della vicina fortezza legionaria attorno al 90. È possibile si faccia riferimento a questa ala in un'iscrizione dell'epoca di Antonino Pio / Marco Aurelio.
- Ala I Hispanorum Aravacorum (o Arevacorum) è posizionata nella Pannonia superiore, a Celemantia, con la fine delle guerre daciche di Traiano (diploma del 116[137]). Una sua iscrizione è stata trovata a Carnuntum.[378] Esistono alcuni suoi diplomi che ne attestano la presenza in Pannonia superiore nel 133,[43] 151,[358] 154[139] e 161.[58] È possibile si faccia riferimento a questa ala in un'iscrizione dell'epoca di Antonino Pio / Marco Aurelio.
- Ala I Hispanorum Asturum quingenaria dislocata in Britannia con Domiziano. Si trovano diplomi che ne attestano la sua presenza nell'isola nel 98, 122,[15] 124,[37] 126,[55] 135, 146 e 158.[48] Con la fine del regno di Marco Aurelio è posizionata a Condercum (oggi Benwell sul Vallo di Adriano, almeno dal 175), nel 200 a Segedunum (Vallo di Adriano), torna a Condercum nel 205/208 dove rimarrà fino al IV secolo (Notitia dignitatum).
- Ala I Hispanorum Auriana[379] posizionata probabilmente dai tempi di Claudio ad Aquincum,[380] era certamente nell'Illyricum sotto Nerone.[381] Fu quindi trasferita nel Norico forse in seguito alla guerra civile.[382] A partire da Domiziano fu trasferita in Rezia,[379] dove la si trova ancora al tempo di Antonino Pio (nel 157[377]).[383]
- Ala I Ituraeorum Augusta sagittaria è attestata in Pannonia superiore ad Arrabona[384], e anche nella vicina Pannonia inferiore[385] (probabilmente ad Intercisa[386]) in un periodo non precisato (forse sul finire del I secolo). Potrebbe aver partecipato alla guerra di conquista della Dacia sotto Traiano[387]. Fu trasferita in Mauretania Caesariensis[388] forse sotto Adriano. La si trova in Pannonia inferiore nel 139[389], nel 148,[104] nel 149 e nel 156[44] sotto Antonino Pio[390], nel 167 sotto Marco Aurelio e Lucio Vero[250] e nel 192 sotto Commodo.[164]
- Ala I Pannoniorum:
- Ala I Pannoniorum Sabiniana (milliaria?) era posizionata in Britannia nel 122.[15]
- Ala I Pannoniorum Tampiana milliaria fu posizionata probabilmente nel I e II secolo in Britannia (vedi diploma del 122[15]). La si trova nel 151 nel Norico.[358] Sue vexillationes furono probabilmente inviate a Carnuntum forse al tempo dell'Imperatore Antonino Pio o durante il periodo delle guerre marcomanniche sotto Marco Aurelio.[391]
- Ala I Scubulorum[392] la si trova nel 74 lungo il Reno,[21] proveniente dalla Pannonia. Era ancora nel distretto militare di Germania nell'82.[59]
- Ala I Tungrorum Frontoniana si trovava in Germania inferiore fin dal I secolo, inizialmente in località Moers-Arsberg (l'antica Asciburgium[393]), più tardi a Novaesium[394] ed infine a Bonna.[395] Nel 105 si trovava in Britannia.[45] Si sa che soggiornò almeno al tempo di Traiano.[396] a Carnuntum[397] Risulta ancora posizionata in Britannia nel 122.[15]
- Ala I Thracum, anche in questo caso sono presenti alcune unità di cavalleria omonime, alcune delle quali potrebbero rappresentare la stessa unità in differenti periodi, come segue:
- Ala I Thracum era forse dislocata durante il I secolo nel distretto militare delle due Germanie a Colonia Agrippina.[398] In seguito fu trasferita in Britannia, forse a Caerleon-Isca Silurum,[399] come sembra risultare dal diploma del 103.[45]
- Ala I Thracum et Gallorum era nel 127 in Germania inferiore, insieme all'altra Ala I Thracum Classiana c.R. Victrix.[400]
- Ala I Thracum Augusta (sagittaria civium Romanorum?[358]), che si trova posizionata in Arabia.[401] potrebbe forse identificarsi con l'omonima I Thracum Classiana. Era dislocata sotto Antonino Pio nel Norico[402] (diploma del 151[358]) sembra a Trigisamum (Traismauer).[403]
- Ala I Thracum Mauretana potrebbe essere stata posizionata sotto il regno di Claudio in Mauretania Tingitana. Sotto Domiziano risulta facente parte della guarnigione della Giudea (diploma dell'86[404]). La si trova in Egitto,[405] fin da Adriano,[406] poi sotto Antonino Pio (nel 142[407]), Settimio Severo[4] e Diocleziano.[408]
- Ala I Thracum Classiana civium Romanorum torquata Victrix era nel Norico come risulta dai diplomi del 76[409] e del 92,[410] dislocata probabilmente a Lentia (Linz).[411] In seguito fu posizionata per un breve periodo, sotto i Flavi fino al regno di Nerva, a Vindobona nella Pannonia superiore, prima che diventasse fortezza legionaria.[412] Nel 127 era certamente posizionata in Germania inferiore insieme all'altra Ala I Thracum et Gallorum,[400] forse ad Utrecht[413] o ad Ara Ubiorum.[398] La si trova nel 133,[43] poi ancora nel 139,[138] nel 146,[244] nel 154 e nel 161[58] in Pannonia superiore,[139] molto probabilmente nel forte alare di Carnuntum,[414] non molto distante dalla fortezza legionaria.
- Ala I Thracum sagittaria veterana,[385] era posizionata in Pannonia inferiore sotto Traiano (diploma del 116[137]), Antonino Pio[415] (diplomi del 148,[104] 150[416]), sotto Marco Aurelio e Lucio Vero (diploma del 167[250]), e sotto Commodo nel 192.[164] La si trova dislocata molto probabilmente ad Annamatia, considerate le numerose iscrizioni rinvenute a Bölcske.[417] Altre evidenze epigrafiche della zona (fine del II secolo?) le si trova anche nella vicina Intercisa (Dunaujvaros).[418] Vi sono anche testimonianze epigrafiche ad Aquincum[419] o nella vicina Campona (Nagyteteny),[420] databili ai Severi, ed una a Treboniano Gallo.[421]
- Ala I Thracum milliaria[422] la si trova in Siria Palestina sotto Antonino Pio (alla fine del 138[423]) e sotto Commodo nel 185 (in Siria Palestina).[422]

#### Ala II
- Ala II [...] con il nome dell'Imperatore che la formò o riorganizzo, ma apparentemente priva della regione di appartenenza:
- Ala II Flavia milliaria, dislocata in Rezia tra il 70 ed il III secolo, prima ad Heidenheim, poi con Antonino Pio a Aalen[424];
- Ala II Agrippiana Miniata[425] sembra fosse originaria della tribù dei Treviri (come l'ala I Agrippiana),[346] la si trova in Britannia nel 122.[15]
- Ala II Asturum era in Britannia nel 122.[15]
- Ala II Gallorum:
- Ala II (?) Gallorum Augusta Proculeiana,[426] era in Britannia nel 122,[15] 135,[119] 156[47] e nel 158.[48]
- Ala II (?) Gallorum Petriana Treverorum milliaria civium Romanorum bis torquata[427] era posizionata ad Argentoratae (odierna Strasburgo).[428] Nel 56 si trova a Mogontiacum.[429] Nel 122 è dislocata in Britannia,[15] con possibili sedi nel corso degli anni successivi a Vindolanda,[430] Stanwix,[431] Luguvalium,[432] Corstopitum (Corbridge),[433] Lanercost Priory[434] e Voreda (Penrith).[435]
- Ala II (?) Gallorum Picentiana è formata in origine nella Gallia Lugdunense, integrata con cavalieri provenienti dal Piceno, dislocata in Germania superiore probabilmente nei pressi di Mogontiacum[436] in appoggio alla vicina fortezza legionaria (diploma del 74[21]). Nell'82 è dislocata in Mesia.[59] In seguito venne trasferita in Britannia (diploma del 122[15] e 124[37]) con possibile sede a Derventio (oggi Malton).[437]
- Ala II (?) Gallorum Sebosiana era dislocata inizialmente in Germania superiore.[438] Poi fu trasferita in Britannia[439] come attestano i diplomi del 105[45] e del 122.[15]
- Ala II (?) Gallorum et Thracum Classiana civium romanorum fu formata nella Gallia Lugdunense e posizionata subito in Germania inferiore, e probabilmente identificabile con quella posizionata ad Ara Ubiorum (Colonia).[440] Si trova una sua prima iscrizione del tempo di Tiberio.[441] Successivamente è trasferita in Britannia dagli inizi del II secolo, pur essendo la sua sede sconosciuta, come da diplomi del 105[45][442] e del 122.[15]
- Ala II Flavia Gemina si trovava in Germania superiore nel 74[21] e nell'82.[59] Da non confondere con Ala II (?) Gallorum Picentiana (vedi sopra).
- Ala II (?) Hispanorum Vettonum civium romanorum è attestata in Britannia già dal 50/70 ad Aquae Sulis (Bath).[443] Alla fine del I secolo è a Cicucium (Brecon Gaer). Nel 103[17] si trovava forse ad Isca Silurum. Ancora un diploma del 122 attesta la sua presenza in Britannia.[15] Si trovava probabilmente al tempo di Marco Aurelio a Vinovia (Binchester).[444] Nel 197-198 a Lavatris (Bowes nel Durham).[445] Agli inizi del III secolo a Vinovium (Binchester nel Durham).[446]
- Ala II Vocontiorum Augusta civium Romanorum si trovava nella Gallia Belgica,[447] in seguito in Germania inferiore a Burginatium (oggi Kalkar) o nella vicina Xanten probabilmente nel I secolo.[448] Nell'86 in Giudea.[449] Poi viene trasferita per la costruzione del vallo di Adriano in Britannia nel 122.[15] Nel 124 era in Egitto sotto il prefetto Tito Aterio Nepote.[450] Ancora in Egitto si trovava sotto Commodo.[451]

#### Ala III
- Ala III Asturum Pia Fidelis ivium Romanorum[452] era originaria della Spagna romana. Venne posizionata in Mauretania Tingitana come dimostrano i diplomi degli anni 109,[34] 122,[63] 135,[71] 153,[65] 161.[35]
- Ala III Augusta Victrix Thracum sagittaria[358] potrebbe essere stata posizionata a Carnuntum,[453] al tempo di Antonino Pio, come sembrano attestare i diplomi del 133,[43] 139,[138] 151,[358] 154[139] e 161.[58]

### Numeri
- Numerus Noricorum, fu dislocato nel tardo Impero romano a Cannabiaca (Klosterneuburg).[454]